# Willy Derboven
Willy Derboven (Lovaina, 19 de setembro de 1939 — Tenerife, 22 de novembro de 1996) foi um ciclista bélgico, que era profissional entre 1960 à 1968. Ele terminou em último lugar no Tour de France 1963.